# Tony Conrad
Pour les articles homonymes, voir Conrad.
Anthony Schmaltz Conrad, dit Tony Conrad, né le 7 mars 1940 à Concord (New Hampshire) et mort le 9 avril 2016 à Cheektowaga (État de New York), est un réalisateur américain d'avant-garde, musicien, compositeur, professeur et écrivain.

## Biographie
Etudes mathématiques à l'Université de Harvard, très marqué par le théoricien de l'Anti-art (art conceptuel)  Henry Flynt.Dans les années 1960, Tony Conrad appartient au groupe de musique expérimentale The Dream Syndicate aux côtés de John Cale, Angus MacLise, La Monte Young et Marian Zazeela.
Le groupe The Velvet Underground doit son nom à un livre que Lou Reed trouva un jour chez Tony Conrad.
Tony Conrad participa au film de Jack Smith Flaming Creatures comme "ingénieur du son". Il est l'auteur de deux films remarquables : The Flicker (1966) un film composé de photogrammes monochromes noirs ou blancs sur des rythmes hypnotiques, marqué par les psalmodies de La Monte Young puis avec Beverly Conrad de Straight and Narrow (1970) sur la musique Church of Anthrax de John Cale et Terry Riley.

## Discographie partielle
- Outside the Dream Syndicate (avec Faust) (Caroline Records, 1973) ;
- Slapping Pythagoras (Table of the Elements (en), 1995) ;
- The Japanese Room at La Pagode / May (split with Gastr del Sol) (Table of the Elements, 1995) ;
- Four Violins (1964) (Table of the Elements, 1996) ;
- Early Minimalism Volume One (Table of the Elements, 1997) ;
- Inside the Dream Syndicate Volume I: Day of Niagara (avec John Cale, Angus MacLise, La Monte Young et Marian Zazeela) (Table of the Elements, 2000) ;
- Fantastic Glissando (Table of the Elements, 2003) ;
- Joan of Arc (Table of the Elements, [enregistré en 1968] 2006) ;
- An Aural Symbiotic Mystery (avec Charlemagne Palestine) (Sub Rosa, 2006) ;
- Taking Issue (avec Genesis Breyer P-Orridge (en)) (Dais Records (en), 2009) ;
- XXX Macarena (avec Jutta Koether (en) et John Miller (en)) (From the Nursery and Primary Information, 2010)[3].

## Filmographie

### sur Tony Conrad
- Tony Conrad:Completely in the Present, documentaire de Tyler Hubby, USA, 2016, 98 minutes[4].